# ハトゥクワイ人
ハトゥクワイ人（ハトゥクワイじん、アディゲ語: Хьатыкъуай, Hatıqway; ロシア語: Хатукай;  トルコ語: Hatukay; 英語: Hatuqway）とは、チェルケス人の一派である。

## 概要
チェルケス人の12の氏族の一つである。元々はクバン川のほとりで独自の公国を持っていたが、1763年のロシア・チェルケス戦争において、チェルケス人虐殺で多くのハトゥクワイ人が殺害あるいは国を追われた。現在はトルコを中心にシリア、ドイツ、アメリカ、ヨルダン、イスラエルにディアスポラを形成している。